# Domingo de Estrigonia
Domingo de Estrigonia (en idioma húngaro: Domonkos) (* 954?; † 1002) primer arzobispo de Estrigonia (Esztergom) (1000 – 1002), religioso evangelizador de los húngaros. Fundó la arquidiócesis de Esztergom junto al rey San Esteban I de Hungría.

## Biografía
Su fecha y lugar de nacimiento exactos son desconocidos, pero probablemente fue cerca del año 954 en alguna región de Italia. Cerca del 1000 fue religioso benedictino en la Abadía de Pannonhalma. Él fue uno de los que firmó la carta de donación de la abadía, recibida del rey San Esteban I. Es posible que él mismo haya coronado a éste conocido monarca húngaro también, pero no existen pruebas contundentes de ello. En el 1001 fundó con San Esteban el cabildo religioso del arzobispado de Esztergom, y los otros seis obispados húngaros. Igualmente Domingo fue el canciller de San Esteban, y coordinó la evangelización en Hungría con numerosos religiosos extranjeros. Murió en el 1002.